# Little Things (песня One Direction)
«Little Things» («Мелочи») — песня британского бой-бенда One Direction, третий трек их второго альбома Take Me Home (2012).
Песня также была издана отдельным синглом. (Это был второй сингл с этого альбома.)
В Великобритании сингл с ней поднялся на 1-е место в национальном чарте (UK Singles Chart). Для группы это был второй сингл номер 1 в Великобритании (вслед за дебютным «What Makes You Beautiful»).
В США песня поднялась до 33-го места (в чарте Billboard Hot 100,

## Музыкальный стиль
Это акустическая баллада.

## История написания и сюжет песни
Это одна из двух песен, которые для альбома Take Me Home написал Эд Ширан.
Когда Ширан писал для One Direction (а он написал для группы несколько песен), он был ещё тинейджером, и вдохновением для песен послужила его тогдашняя девушка.

Он рассказывал MTV News:
Две песни, что я написал для альбома One Direction, они на ту же тему, что и последняя песня, что я написал для [их] последнего (прим.: предыдущего) альбома, потому что они из одной серии песен. Они обе о моей бывшей девушке.
Также Ширан охарактеризовал эту песню как an аppreciation song и объяснил: «Она была написана о лучших чертах, что есть в определённом человеке, о чём-то таком, про что Вы не можете ожидать, [что это может быть воспринято как достоинство].»
У меня была девушка в 17 лет. (англ. I had a wicked girlfriend at 17.) Она была классная. На самом деле, мой альбом + («Плюс») тоже во многом про неё. Так что она вдохновила (англ. spawned) много песен.
Как пишет сайт Songfacts, мелочи (англ. little things), вынесенные в название песни «Little Things», — это кажущиеся недостатки и особенности характера и поведения, вроде «морщинки у твоих глаз» (англ. crinkles by your eyes) и «ты говоришь во сне» (англ. that you talk in your sleep).
Эд Ширан говорил радиостанции Capital FM:
В этой песне одна из моих любимых строчек, что я когда-либо написал в песне. Гарри поёт: «Я знаю, что тебе никогда не нравится звук твоего голоса на плёнке и ты никогда не хочешь знать, сколько весишь, и тебе […] приходится [буквально] втискиваться в свои джинсы, но для меня ты идеальна (англ. I know you never like the sound of your voice on tape and you never like to know how much you weigh and you still have to squeeze into your jeans but you're perfect to me.).»

## История записи
Также Ширан рассказывал Capital FM, что он эту песню чуть не потерял. Он написал её в соавторстве с молодым сонграйтером Фионой Беван. Потом они поддерживали контакт, иногда выступали вместе и общались. Однажды она послала ему эту песню со словами «Ой, ты помнишь эту?» «И я, типа, „Да-да, я помню“, и я в это время был в студии с ребятами из One Direction, и я её сыграл и они, типа, „Нам это очень нравится.“»
Гарри Стайлз в интервью MTV News вспоминал эту историю так:
Мы пришли [в студию] записать другую [песню], и он сказал «Я написал кое-что другое, если Вы хотите послушать.» Он написал её, потом сыграл нам на сессии, когда мы должны были записывать что-то другое, и мы сказали «Окей, мы сейчас хотим записать эту.»

## Видеоклип
Видеоклип к этой песне чёрно-белый. Его снял Вон Арнелл, до этого снявший клип к песне «Live while We’re Young».